# Orsbytjärnen
Orsbytjärnen är en sjö i Bengtsfors kommun i Dalsland och ingår i Göta älvs huvudavrinningsområde. Sjön har en area på 0,19 kvadratkilometer och ligger 106,3 meter över havet.

## Delavrinningsområde
Orsbytjärnen ingår i det delavrinningsområde (655604-129032) som SMHI kallar för Mynnar i Fillingsjön. Medelhöjden är 125 meter över havet och ytan är 1,43 kvadratkilometer. Det finns inga avrinningsområden uppströms utan avrinningsområdet är högsta punkten. Vattendraget som avvattnar avrinningsområdet har biflödesordning 4, vilket innebär att vattnet flödar genom totalt 4 vattendrag innan det når havet efter 209 kilometer. Avrinningsområdet består mestadels av skog (60 procent), öppen mark (16 procent) och jordbruk (11 procent). Avrinningsområdet har 0,19 kvadratkilometer vattenytor vilket ger det en sjöprocent på 13,2 procent.